# Cottbus
Cottbus, alsószorb nyelven Chóśebuz (felsőszorb nyelven Chośebuz, lengyelül Chociebuż), város Németországban, Brandenburg szövetségi tartományban.
1976-ban lett nagyváros, amikor a lakosság száma meghaladta a 100 ezret. Jelenleg 103 038 lakosa van. (2006-os adat). Területe 164,28 km².

## Fekvése
A tartomány délkeleti részén található, Berlintől kb. 125 km-re délkeletre. Cottbus a legnagyobb város Niederlausitzban. A Spree folyó középső szakaszán fekszik, délről a Lausitzer Grenzwall és északról a Spreewald között.

## Története
Területe már legalább 2000 éve lakott. Germán telepesek érkeztek a Kr. u. 4. században, akiket szlávok követtek a 6. században.
Első okirati említése 1156. november 30-áról való. A harmincéves háború alatt teljesen elpusztult.
1938. november 9-én lerombolták a zsinagógát.
1949-ben a Német Demokratikus Köztársaság része lett. Ekkor fontos gazdasági központ lett, a Cottbus kerület székhely volt.
1990-ben lett a Német Szövetségi Köztársaság része.

## Városrészek
19 városrész van, az alábbiak (zárójelben előbb a városrész neve szorb nyelven, majd a lakosság száma):
- (1) Mitte (Srjejź) (8.280)

Cottbus városrészei

- (2) Schmellwitz (Chmjelow) (16.785)
- (3) Sandow (Žandow) (16.385)
- (4) Spremberger Vorstadt (Grodkojske pśedměsto) (14.349)
- (5) Ströbitz (Strobice) (14.054)
- (6) Sielow (Žylow) (3.579)
- (7) Saspow (Zaspy)
- (8) Merzdorf (Žylowk) (1.225)
- (9) Dissenchen (Dešank) (1.195)
- (10) Branitz (Rogeńc) (1.396)
- (11) Madlow (Modłej) (1.951)
- (12) Sachsendorf (Knorawa) (14.499)
- (13) Döbbrick (Depsk) (1.842)
- (14) Skadow (Škodow) (557)
- (15) Willmersdorf (Rogozno) (761)
- (16) Kahren (Korjeń) (1.334)
- (17) Kiekebusch (Kibuš) (1.357)
- (18) Gallinchen (Gołynk) (2.693)
- (19) Groß Gaglow (Gogolow) (1.450)

### A város bővülése
A következő településeket az alábbi időpontokban csatolták a városhoz:
- 1871: Schlossgebiet, Mühleninsel, Metzt és Markgrafeninsel
- 1872: Brunschwig am Berge, Brunschwig in der Gasse, Brunschwig Rittergut és Gemeinde Ostrow
- 1904: Landgemeinde Sandow és Gutsbezirk Brunschwig
- 1926: Madlow egy része
- 1927: Branitz és Ströbitz egy része
- 1950: Madlow, Sachsendorf és Ströbitz, valamint részben Groß Gaglow és Klein Gaglow
- 1974: Branitzer Park
- 1994: Branitz, Dissenchen, Döbbrick, Kahren, Maiberg, Merzdorf, Schlichow, Sielow, Skadow, Willmersdorf
- 2003: Gallinchen, Groß Gaglow és Kiekebusch.

## Közigazgatás
Már a 13. században polgármester állt a város élén. 1803-tól főpolgármester (Oberbürgermeister) vezeti a várost, akit a polgárok közvetlenül választanak, 5 évre. A legutóbbi választásra 2003. október 26-án került sor.
A következők voltak 1803 óta Cottbus főpolgármesterei:
| A hivatali idő kezdete | A hivatali idő vége | A főpolgármester         |
| ---------------------- | ------------------- | ------------------------ |
| 1803                   | 1831                | Johann Christian Krenkel |
| 1831                   | 1848                | Johann Gottlob Roemelt   |
| 1848                   | 1848                | Wilke                    |
| 1849                   | 1880                | Leopold Jahr             |
| 1880                   | 1892                | Dr. Karl Mayer           |
| 1892                   | 1914                | Paul Werner              |
| 1914                   | 1925                | Dr. Hugo Dreifert        |
| 1926                   | 1926                | Heinrich Nollner         |
| 1927                   | 1933                | Dr. Erich Kreutz         |
| 1933                   | 1937                | Dr. Henricus Haltenhoff  |
| 1937                   | 1945                | Franz Viktor             |

| A hivatali idő kezdete | A hivatali idő vége | A főpolgármester            |
| ---------------------- | ------------------- | --------------------------- |
| 1945                   | 1946                | Max Döring                  |
| 1946                   | 1949                | Otto Weihrauch              |
| 1949                   | 1953                | Hans Bertram                |
| 1953                   | 1954                | Margarete Schahn            |
| 1954                   | 1958                | Herbert Bomski              |
| 1958                   | 1973                | Heinz Kluge                 |
| 1973                   | 1989                | Erhard Müller               |
| 1989                   | 2002                | Waldemar Kleinschmidt (CDU) |
| 2002                   | 2006                | Karin Rätzel (független)    |
| 2006                   | 2014                | Frank Szymanski (SPD)       |
| 2014                   | 2022                | Holger Kelch (CDU)          |
| 2022                   |                     | Tobias Schick (SPD)         |

## Partnervárosok
Cottbus a következő városokkal ápol partnervárosi kapcsolatot:
- Montreuil-sous-Bois, Franciaország, (1959 óta)
- Grosseto, Olaszország, (1967)
- Lipeck, Oroszország, (1974)
- Zielona Góra (németül Grünberg), Lengyelország, (1975)
- Targoviste, Bulgária, (1975)
- Kassa, Szlovákia, (1978)
- Saarbrücken, Saar-vidék, (1987)
- Gelsenkirchen, Észak-Rajna-Vesztfália, (1995)
- Nuneaton and Bedworth, Egyesült Királyság, (1999)

## Vásárváros
A városban évente tartanak nemzetközi jelentőségű vásárokat, gazdasági kiállításokat.

## Sportélete

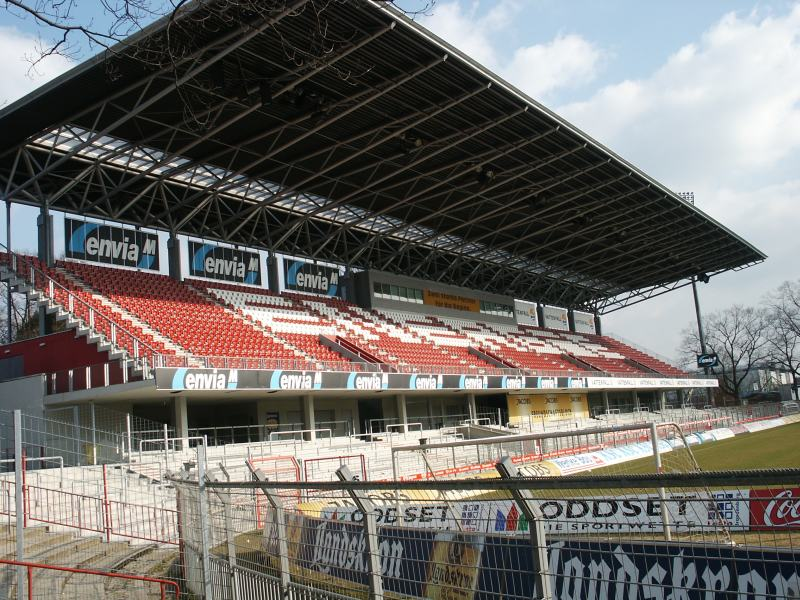
A "Barátság-stadion"

Az FC Energie Cottbus labdarúgó-csapatban korábban számos magyar, Sebők Vilmos, Szélesi Zoltán, Lőw Zsolt és Vasile Miriuta is játszott.

## Közlekedés

### Vasút
A városnak öt vasútvonala van és öt pályaudvara, ezek a következők:
- Bahnhof Cottbus
- Cottbus-Sandow
- Cottbus-Merzdorf
- Cottbus-Willmersdorf Nord
- Cottbus-Kiekebusch

### Légiközlekedés
Cottbus közelében két regionális jelentőségű repülőtér van: kb. 15 km-re a Verkehrslandeplatz Neuhausen és kb. 30 km-re a Flughafen Cottbus-Drewitz.

### Városi tömegközlekedés
45 vonal, ebből 4 villamos- és 41 autóbuszvonal. 567 megállóhely van a kb. 1032 km hosszú vonalhálózaton. Tömegközlekedési vállalatok: Cottbusverkehr GmbH és Neißeverkehr GmbH.

## Látnivalók
- Állatkert

## Gazdaság
- Textil-, bőr- és gépipar. Barnaszénbányászat.

## Felsőoktatás
- Brandenburgische Technische Universität (alapítva: 1991)
- Szakiskolák

## A város nevezetes szülöttei
- 1488: Johann Briesmann reformátor
- 1495: Johann Mantel II. teológus
- 1715: Jakob Immanuel Pyra költő
- 1780: Johann Carl Ludwig Schmid építész
- 1798: Carl Blechen festő
- 1820: Gustav Feckert festő
- 1834: Richard Koch, a Reichsbank elnöke
- 1838: Gustav Theodor Fritsch anatómus, antropológus és pszichológus
- 1862: Paul Eduard Crodel festő
- 1862: Hugo Dreifert politikus
- 1899: Joachim Gustav Wilhelm Hossenfelder pap
- 1899: Arno Schirokauer író
- 1902: Karl-Albrecht Tiemann bölcsész
- 1907: Erwin Helmchen labdarúgó
- 1907: Karl Jordan történész
- 1921: Gert Kalow író
- 1924: Dieter Nowka zeneszerző
- 1927: Heinz-Florian Oertel sportriporter
- 1929: Günter Geißler énekes
- 1931: Wolfgang Pasquay zeneszerző
- 1942: Tilman Nagel orientalista
- 1942: Hartmut Bietz zeneszerző
- 1943: Jürgen Gosch színházi rendező
- 1944: Detlef Kobjela zeneszerző
- 1944: Uwe Kockisch színész
- 1946: Vlagyimir Havinszon, szovjet-orosz gerontológus professzor
- 1952: Martin Gutzeit teológus, politikus
- 1953: Klaus Zylla festő
- 1953: Ulrike Bruns könnyűatléta
- 1955: Peter Brasch író
- 1957: Karin Roßley könnyűatléta
- 1958: Rudi Fink ökölvívó
- 1960: Martina Eitner-Acheampong színésznő
- 1963: Gabriele Reinsch könnyűatléta
- 1970: Marco Rudolph ökölvívó
- 1970: Michael Bresagk jégkorongozó
- 1975: Thomas Neumann fotóművész
- 1976: Anke Rähm színésznő
- 1981: Jörg Wartenberg jégkorongozó
- 1981: Trixi Worrack kerékpárversenyzőnő
- 1983: Daniel Musiol kerékpárversenyző

## Filmográfia
- »Bilderbuch Deutschland«, Cottbus, Dokumentation, Produktion: RBB, Erstausstrahlung: 19. März 2006, 45 Min.
- BTU Cottbus, Dokumentationen, Produktion: Brandenburgische Technische Universität, IKMZ Videothek
- »Im Osten geht die Sonne auf«, Energie Cottbus, Dokumentation, Produktion: 2001 ASIN: B0002Z81UO